# Cryptocephalus nigroflavus
Cryptocephalus nigroflavus là một loài bọ cánh cứng trong họ Chrysomelidae. Loài này được Lopatin miêu tả khoa học năm 2004.